# Calocolobopterus szekessyi
Calocolobopterus szekessyi är en skalbaggsart som beskrevs av S. Endrödi 1960. Calocolobopterus szekessyi ingår i släktet Calocolobopterus och familjen Aphodiidae. Inga underarter finns listade.